# Gran Bretaña F2 2008
El Gran Bretaña F2 Futures de 2008 es un evento de tenis masculino que se lleva a cabo en la ciudad de Sheffield entre el 21 y 27 de enero de 2008.
Entrega una bolsa de premios de 10 000 dólares.

## Campeones
- Individuales masculinos:  Adrian Mannarino
- Dobles masculinos:  Jiri Krkoska /  Purav Raja

## Cabezas de serie
A continuación se detallan los cabeza de serie de cada categoría. Los jugadores marcados en negrita están todavía en competición. Los jugadores que ya no estén en el torneo se enumeran junto con la ronda en la cual fueron eliminados.

### Cabezas de serie (individuales)
| 1. | Richard Bloomfield | pierde ante | Timo Nieminem    | Semifinal        |
| 2. | Adrian Mannarino   | derrota a   | Timo Nieminem    | Ganador          |
| 3. | Timo Nieminem      | pierde ante | Adrian Mannarino | Final            |
| 4. | Alexander Flock    | pierde ante | Adrian Mannarino | Semifinal        |
| 5. | Miles Kasiri       | pierde ante | Ian Flanagan     | 1.ª ronda        |
| 6. | Gero Kretschmer    | pierde ante | Adrian Mannarino | Cuartos de final |
| 7. | Olivier Charroin   | pierde ante | Alexander Flock  | Cuartos de final |
| 8. | Nikola Mektic      | pierde ante | Mait Kunnap      | 2.ª ronda        |

### Cabezas de serie (dobles)
| 1. | Jiri Krkoska Purav Raja      | derrotan a   | Chris Eaton Ken Skupski         | Ganadores        |
| 2. | Edward Allinson Neil Bamford | pierden ante | Alexander Flock Gero Kretschmer | 1.ª ronda        |
| 3. | David Brewer Ian Flanagan    | pierden ante | Gregoire Burquier clement Reix  | Cuartos de final |
| 4. | Chris Eaton Ken Skupski      | pierden ante | Jiri Krkoska Purav Raja         | Final            |